# Hiroshima (låt)
Hiroshima är en låt med Björn Afzelius & Globetrotters, skriven av Afzelius. Låten finns med på albumet Exil, släppt 1984. "Hiroshima" är över 13 minuter lång, och är Afzelius längsta låt.
Texten i låten, som är både skrämmande och rasande, handlar om Hiroshima, som blev förstört av atombomben Little Boy den 6 augusti 1945.
Robert Wettersten från Proletären tyckte att "Hiroshima" är en av Afzelius 10 bästa låtar. Han skrev "Det är omöjligt att inte känna kalla kårar längs ryggraden när man hör raderna: 'Ännu skriker människor i sömnen, ännu föder kvinnorna lik'".